# خورشیدگرفتگی ۲ اکتبر ۲۰۲۴
خورشیدگرفتگی ۲ اکتبر ۲۰۲۴ (به انگلیسی: Solar eclipse of October 2, 2024) یک خورشیدگرفتگی از نوع خورشیدگرفتگی حلقه‌ای است. این خورشیدگرفتگی در تاریخ ۲ اکتبر ۲۰۲۴ میلادی (‎۱۱ مهر ۱۴۰۳ خورشیدی) روی خواهد داد که زمان اوج آن، ساعت ۱۸:۴۶:۱۳ به‌وقت ساعت هماهنگ جهانی است. مدت زمان و طول این خورشیدگرفتگی ۷ دقیقه و ۲۵ ثانیه خواهد بود.